# Памятник героям-пионерам (Каменск-Шахтинский)
Памятник героям-пионерам — памятник-стела «Героям-пионерам» открыт на проспекте Карла Маркса у входа в Пионерский сквер 2 ноября 1967 года в городе Каменск-Шахтинский Ростовской области.

## История
В ходе Великой Отечественной войны Каменск с 19 июля 1942 года по 13 февраля 1943 года был оккупирован фашистами. В январе 1943 года Красной Армии были предприняты первые попытки отвоевать город, в результате которых были расстреляны полсотни детей, помогавших советским солдатам.
Несмотря на то, что на могиле четырёх из расстрелянных детей и на памятной доске, установленной на улице Героев-Пионеров в Каменске-Шахтинском, указано, что школьники и пионеры были расстреляны фашистами 19 января 1943 года, большинство источников, ссылаясь на рассказы очевидцев, упоминают, что эти события произошли на день позже. Согласно этим данным, 20 января 1943 года небольшая группировка советских войск (танковый батальон и рота пехотинцев) попытались с наскока освободить город. Желая оказать помощь красноармейцам, местные жители (взрослые и дети) рассказывали им о местах расположения вражеских орудий, дзотов, складов с боеприпасами. Несмотря на это, после контратаки немцев советские войска отступили, а фашисты и полицаи провели карательную акцию, задерживая местных, которые, по их мнению, имели контакт с красноармейцами.

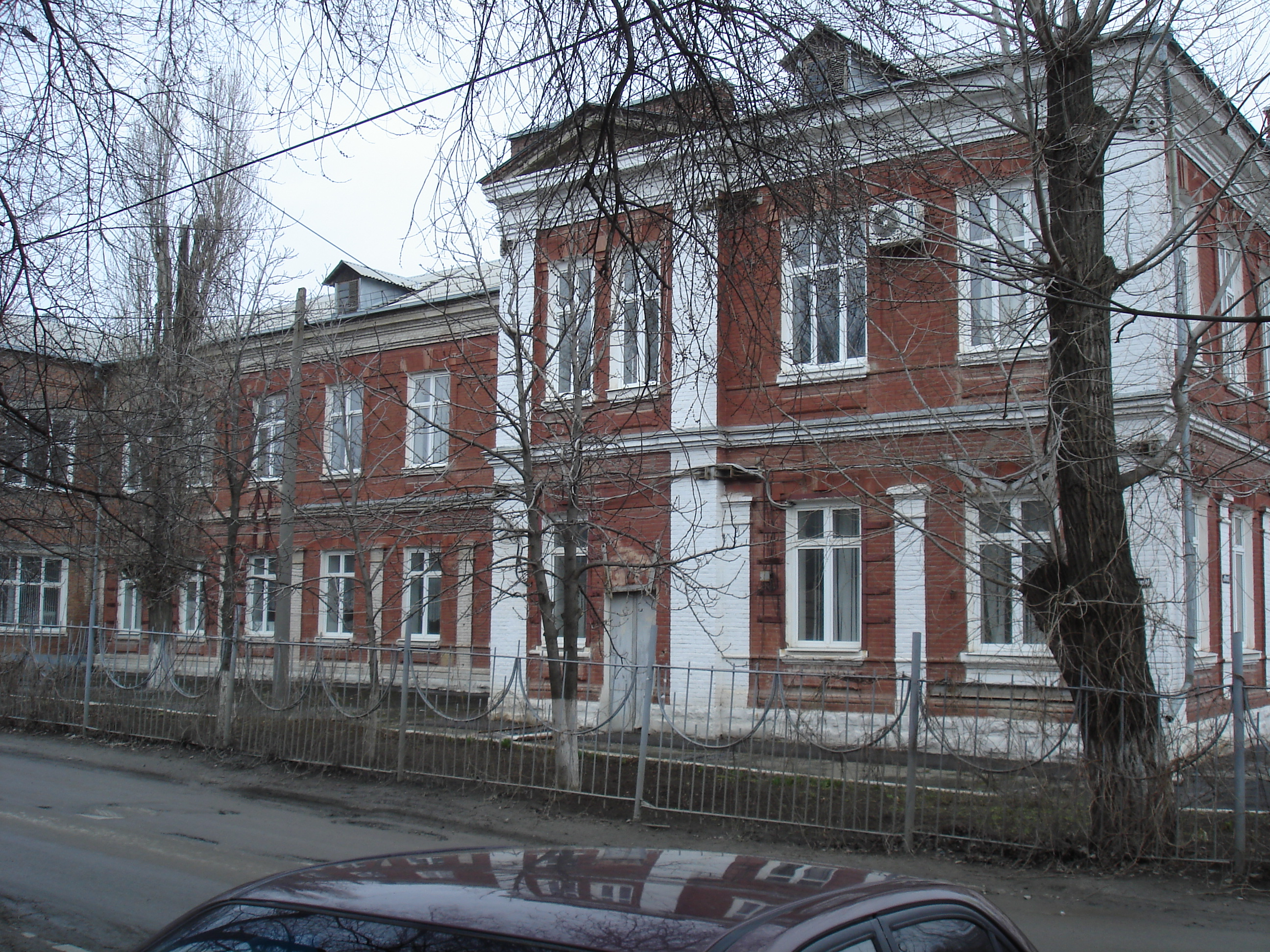
Здание гимназии № 12, в подвале которого были расстреляны герои-пионеры.

Схваченных собрали у здания школы № 1 имени Пушкина (в настоящее время Гимназия № 12, которая с 7 февраля 2018 года носит имя Героев-Пионеров), взрослых, у которых были при себе документы, отпустили. Около 50 детей в возрасте от 8 до 17 лет были заперты в подвале школы, а ближе к утру их там расстреляли (по некоторым данным и мнениям — в подвале дома напротив, а часть детей были вывезены и расстреляны в районе Рыгиной балки, на берегу речки Горячки).
Из 48 задержанных ребят уцелели только трое: 9-летний Сергей Удовиченко, Владимир Брусс и Андрей Кучеров. Их спасло, что они упали в подвал сразу же, как начались выстрелы. Пролежав под телами мёртвых товарищей до рассвета, они выбрались из подвала и вернулись домой утром 21 января. Немцы в тот же день нашли Кучерова по кровавому следу, приведшему к дому, и он был расстрелян вместе с отцом.
Город Каменск-Шахтинский был освобождён от немецких захватчиков через три недели, 13 февраля, в ходе Ворошиловградской операции. 2 ноября 1967 на центральной улице города, проспекте Карла Маркса, в Пионерском сквере было произведено торжественное открытие памятника Героям-пионерам (по воспоминаниям старожилов города, немалая часть средств на установку памятника была собрана пионерами и комсомольцами Каменска-Шахтинского).

## Описание

Памятная доска ул. Героев-Пионеров.

Автором памятника является каменский скульптор Анатолий Григорьевич Деркунский. В 1996 году обветшалая стела была реконструирована по проекту его сына Михаила.
На стеле начертаны имена погибших школьников и пионеров:
| - Бабков В. - Блинов Г. Ф. - Бервенев Г. П. - Выриков А. П. - Глуховской И. К. - Герловский А. Ф. - Донченко С. В. - Дробовач И. П. - Захарченко Н. - Иванов С. А. - Крамаров В. Ф. - Крамаров Д. Ф. | - Кучеров И. - Красников М. Ф. - Кочетова З. - Купреченков И. Д. - Ланин О. В. - Миньков Б. Г. - Новойдарский И. П. - Новиков Н. - Панфилов И. - Ревин Ю. И. - Руденко И. - Стахиева М. А. | - Славин В. А. - Сливин Б. А. - Сучилин М. А. - Хапричков Ю. И. - Хитайленко В. С. - Чепелев Н. М. - Чепелев В. М. - Чумаков Ю. - Шачнев А. Г. - Яковлев П. Д. - Яровенко Ю. Д. |

20 января у стелы проходят памятные линейки и мероприятия в дань памяти погибшим героям-пионерам.